# Koether Inlet
Das Koether Inlet ist eine 29 km lange und vereiste Bucht im Norden der Thurston-Insel vor der Eights-Küste des westantarktischen Ellsworthlands. Sie liegt zwischen der Edwards- und der Evans-Halbinsel.
Entdeckt wurde sie bei Flügen der Flugstaffel VX-6 der United States Navy im Januar 1960. Das Advisory Committee on Antarctic Names benannte sie 1960 nach Bernard Koether, Navigator des Eisbrechers USS Glacier, der im Februar 1960 im Rahmen der von der US-Navy durchgeführten Forschungsfahrt in die Bellingshausen-See gemeinsam mit der USCGC Burton Island an der Kartierung der Küste der Thurston-Insel und ihrer Buchten beteiligt war.